# هوهانس مامیکونیان
هوهانس لوونی مامیکونیان (ارمنی: Հովհաննես Լևոնի Մամիկոնյան؛  زادهٔ ۲۰ فوریهٔ ۱۹۰۷ - درگذشته ۳۰ اکتبر ۱۹۷۰) یک تاریخ‌نگار ادبی، و استاد اهل ارمنستان بود.

## زندگی‌نامه
در ۲۰ فوریهٔ ۱۹۰۷ در قاراکیلیسا به دنیا آمد و از مدرسه شماره 2 خاچاطور آبوویان، دانشکده تاریخ دانشگاه دولتی ایروان و انستیتو دولتی فرهنگی سن پترزبورگ فارغ‌التحصیل شد. وی در دانشگاه دولتی ایروان و سووتاکان هایاستان و انستیتو ادبی فعالیت می‌کرد. وی عضو اتحادیه نویسندگان اتحاد شوروی (۱۹۳۸) بود. وی همچنین برنده دانشمند شایسته ارمنستان شوروی (۱۹۶۵)، نشان جنگ میهنی (درجه دو) و نشان برجسته افتخار شده است. وی در ۳۰ اکتبر ۱۹۷۰ در سن ۶۳ سالگی در ایروان درگذشت.

## یادداشت
1. ↑  բանասիրական գիտությունների դոկտոր